# Ducado del Parque

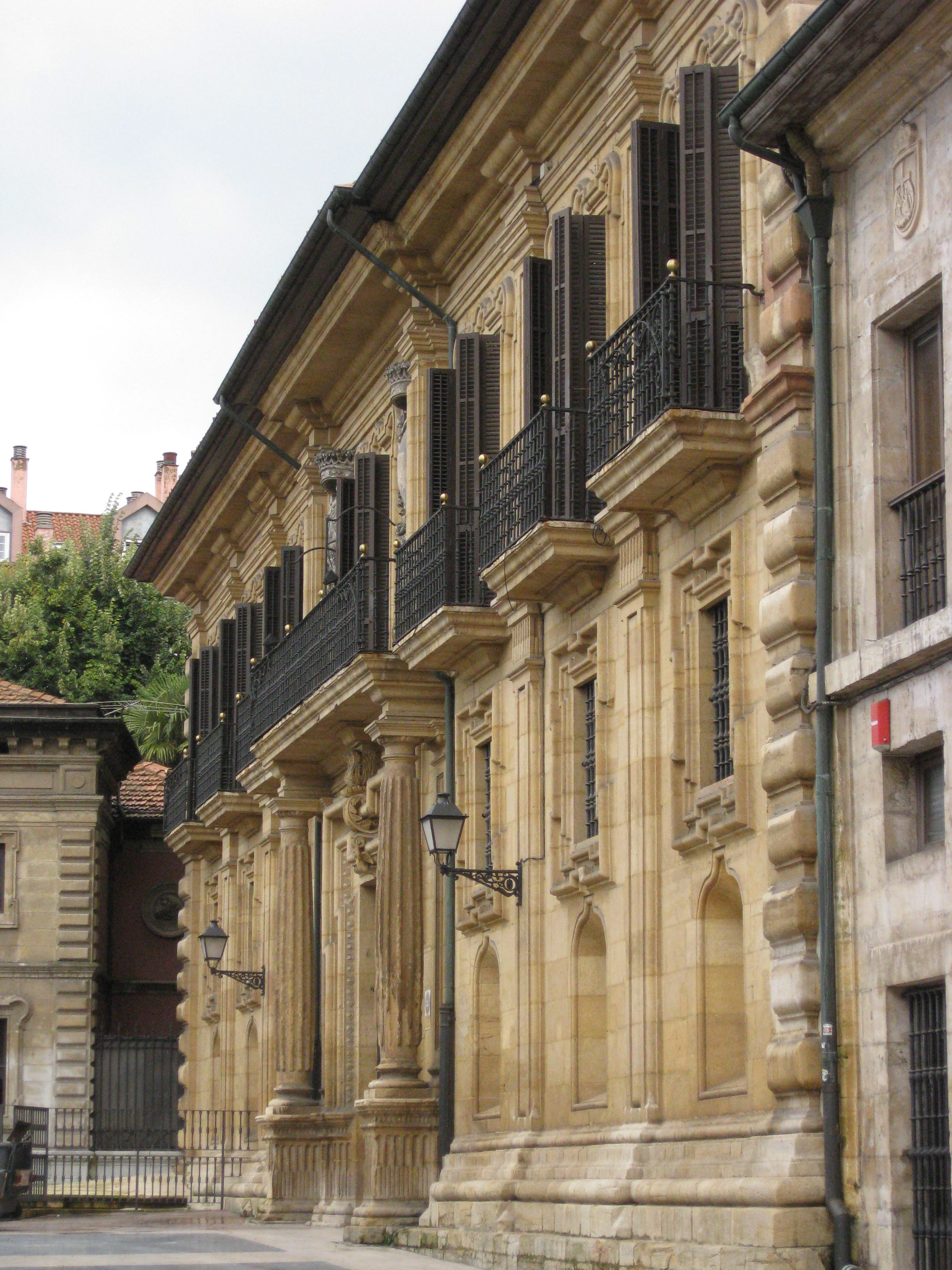
Palacio de los Duques del Parque en Oviedo. Fue edificado a partir de 1725 por Francisco de Cañas Altamirano y Acuña (1682-1732), marqués de Vallecerrato, señor de las villas de Líjar y Cóbdar, y por Isabel María de Trelles y Valdés, su mujer (1691-1737), duquesa del Parque, princesa de la Sala de Partinico.

El ducado del Parque es un título nobiliario español, que goza de grandeza de España desde 1780. Fue concedido como título de Sicilia por el rey Felipe IV de España en favor de Francisco Alliata Paruta y Branciforte, primer príncipe de Villafranca, gobernador y pretor de Palermo, por privilegio o Real Despacho del 20 de enero de 1625 que fue ejecutoriado el 5 de abril siguiente, y con la primitiva denominación de duque de Salaparuta (duca di Salaparuta), pronto cambiada en el uso por la del Parque (duca del Parco).
Quedó agregado a la casa de los príncipes de la Sala de Partinico, en Sicilia; después a la de los marqueses de Vallecerrato. Y se convirtió en título de Castilla entre 1780 y 1792, a raíz de la concesión de la grandeza.
El rey Carlos III concedió al vi duque honores y tratamiento de grande de España por Real Despacho del 22 de octubre de 1771, y más tarde la grandeza de España de segunda clase por Real Despacho del 14 de noviembre de 1780. Por último, el rey Carlos IV declaró esta grandeza de primera clase por Real Decreto de 1792, siempre en cabeza del mismo titular.
El concesionario de la grandeza fue Manuel Joaquín de Cañas y Trelles, vi duque del Parque, viii marqués de Vallecerrato y consorte de Castrillo, iv príncipe de la Sala de Partinico en Sicilia, teniente general de los Reales Ejércitos, caballero gran cruz de la Orden de Carlos III, notario mayor del reino de León, alguacil mayor de la Inquisición de Valladolid, regidor perpetuo de las ciudades de Oviedo y Guadalajara, patrono de la colegiata de Villaescusa de Haro y del Colegio Mayor de Cuenca en Salamanca y, por derecho de su mujer, alférez mayor de los Peones de Castilla. Sirvió muchos años en Palacio como gentilhombre de cámara del rey Carlos III, y de manga de sus tres hijos menores: los infantes Gabriel, Antonio Pascual y Francisco Javier, de quienes se encargó como teniente de ayo, gobernador de su cuarto y superintendente de sus haciendas.
La denominación original aludía al casal de Salaparuta en el valle del Belice, Sicilia: hoy villa y comune de la provincia de Trápani (Italia). Lugar de larga tradición vitivinícola, Salaparuta da también su nombre a una denominación de origen de vinos. En 1968 fue el epicentro de un fuerte terremoto que causó graves daños, y a raíz de ello el caserío se reconstruyó en distinto lugar, pero en el antiguo emplazamiento, sobre una colina, aún se yerguen el castillo y la iglesia.

## Lista de titulares
|                                                                                    | Titular                                                                 | Periodo                                                                 |
| Duques de Salaparuta (Título de Sicilia creado por Felipe IV de España)            | Duques de Salaparuta (Título de Sicilia creado por Felipe IV de España) | Duques de Salaparuta (Título de Sicilia creado por Felipe IV de España) |
| ---------------------------------------------------------------------------------- | ----------------------------------------------------------------------- | ----------------------------------------------------------------------- |
| I                                                                                  | Francisco Alliata Paruta y Branciforte                                  | 1625-1636                                                               |
| II                                                                                 | José Alliata y Gravina                                                  | 1636-1648                                                               |
| Duques del Parque (Nueva denominación usual del título de Sicilia)                 |                                                                         |                                                                         |
| III                                                                                | Isabel María Alliata y Lanza                                            | 1648-1686                                                               |
| IV                                                                                 | Gonzalo de Trelles y Alliata                                            | 1686-1723                                                               |
| V                                                                                  | Isabel María de Trelles y Valdés                                        | 1723-1736                                                               |
| VI                                                                                 | Manuel Joaquín de Cañas y Trelles                                       | 1736-1794                                                               |
| Duques del Parque Título de Castilla (Grandeza de España concedida por Carlos III) |                                                                         |                                                                         |
| VI                                                                                 | Manuel Joaquín de Cañas y Trelles                                       | 1780-1794                                                               |
| VII                                                                                | Vicente María de Cañas y Portocarrero                                   | 1794-1824                                                               |
| VIII                                                                               | Francisca de Paula de Cañas y Portocarrero                              | 1824-1833                                                               |
| IX                                                                                 | María Josefa de Salcedo Cañaveral y Cañas                               | 1833-1837                                                               |
| X                                                                                  | Lorenzo Fernández de Villavicencio Corral y Cañas                       | 1837-1859                                                               |
| XI                                                                                 | Luis Fernández de Villavicencio Corral y Cañas                          | 1859-1864                                                               |
| XII                                                                                | Lorenzo Fernández de Villavicencio Corral y Cañas                       | 1867-1896                                                               |
| XIII                                                                               | José Fernández de Villavicencio y Oronoz                                | 1900-1937                                                               |
| XIV                                                                                | José Malcampo y Fernández de Villavicencio                              | 1939-1955                                                               |
| XV                                                                                 | María Cristina Malcampo y San Miguel                                    | 1955-2004                                                               |
| XVI                                                                                | María Rosa Osorio y Malcampo                                            | 2006-hoy                                                                |

## Historia genealógica

### Duques de Salaparuta
El concesionario en Sicilia fue

• Francisco Alliata Paruta y Branciforte († 1636), i duque de Salaparuta, i príncipe de Villafranca, natural, gobernador y pretor de Palermo.

Casó con Francisca Gravina y Cruillas († 1607), hija de Girolamo Gravina e Cruillas, marqués de Francofonte, y de Eleonora Isfar e Cruillas.

En 1636 sucedió su hijo

• José Alliata y Gravina (1600-1648), ii príncipe de Villafranca, ii duque de Salaparuta, natural y pretor de Palermo, vicario general del Reino de Sicilia, caballero de Calatrava.

Casó en 1626 con Orteca Juana Lanza y Barrese († 1648), hija de Lorenzo Lanza, iii conde de  Mussomeli, y de Elisabetta Barrese e Colonna Romano, de los condes de Barrese, naturales los tres de Palermo.

En su testamento de 1648, el príncipe declaraba por hijos a estos dos:
1. Francesco , Con descendencia masculina en que sigue hasta hoy la casa de Villafranca.[9]
2. Y Elisabetta Maria Alliata e Lanza, que sigue.

### Duques del Parque
En 1648 heredó el feudo del Parque su hija

• Isabel María Alliata y Lanza (c. 1630-1686), iii duquesa del Parque.

Casó en Palermo en 1651 con Benito de Trelles Coaña y Villamil, i marqués de Torralba en Cerdeña y i príncipe de la Sala de Partinico en Sicilia, caballero de Santiago, camarista de Castilla, viudo de Teodora Carrillo de Albornoz, ii marquesa de Bonanaro.

En 1686 sucedió su hijo

• Gonzalo de Trelles y Alliata (c.1655-1723), iv duque del Parque, ii príncipe de la Sala de Partinico, caballero de Santiago, natural de Palermo.
 
Casó dos veces: primera con Margarita de Palafox y Cardona, hija de los marqueses de Ariza, sin prole.
 
Y en segundas nupcias con Luisa de Valdés y Trelles, su sobrina segunda, de la que tuvo por hija y sucesora a la que sigue.

En 1723 sucedió su hija

• Isabel María de Trelles y Valdés, v duquesa del Parque, iii princesa de la Sala de Partinico, fallecida el 9 de junio de 1736.

Casó con Francisco de Cañas Acuña y Altamirano (1682-1732), vii marqués de Vallecerrato.

En 1736 sucedió su hijo

• Manuel Joaquín de Cañas y Trelles (1716-1794), vi duque del Parque, viii marqués de Vallecerrato, iv príncipe de la Sala de Partinico, concesionario de la grandeza de España. Fallecido el 17 de octubre de 1794.

Casó con Agustina Portocarrero y Maldonado, iii marquesa de Castrillo, iii condesa de Belmonte.

En 1794 sucedió su hijo

• Vicente María de Cañas y Portocarrero (1751-1824), vii duque del Parque, ix marqués de Vallecerrato y iv marqués de Castrillo, iv conde de Belmonte, v príncipe de la Sala de Partinico.
 
Casó con María del Rosario Riaño y Velázquez de Lara, hija del v conde de Villariezo. 

En 1824 sucedió su hermana

• María Francisca de Paula de Cañas y Portocarrero (1755-1833), viii duquesa del Parque, x marquesa de Vallecerrato y v de Castrillo, v condesa de Belmonte, vi princesa de la Sala de Partinico.

Casó con José de Salcedo Cañaveral y Ponce de León, i conde de Benalúa. 

En 1833 sucedió su hija

• María Josefa de Salcedo Cañaveral y Cañas (1783-1837), ix duquesa del Parque, xi marquesa de Vallecerrato y vi de Castrillo, vi condesa de Belmonte y ii de Benalúa, vii princesa de la Sala de Partinico.

Casó con Lorenzo Fernández de Villavicencio y Cañas, su primo, iii duque de San Lorenzo de Valhermoso. 

Al fallecer esta señora sin descendientes en 1837, le sucedió en la casa su viudo (que era también su primo carnal e inmediato sucesor), a quien se despachó Real Carta el 24 de septiembre de 1855:

• Lorenzo Fernández de Villavicencio y Cañas (1778-1859), x duque del Parque, iii duque de San Lorenzo de Valhermoso, xii marqués de Vallecerrato, vii de Castrillo, v de Casa Villavicencio y vi de la Mesa de Asta, vii conde de Belmonte, viii príncipe de la Sala de Partinico, x barón de Regiulfo.

Una vez viudo de su primera esposa, la viii duquesa del Parque, y habiendo heredado la mayoría de sus títulos, contrajo segundas nupcias con Josefa del Corral García, de la que tuvo seis hijos entre los cuales distribuyó sus títulos:
1. Luis Fernández de Villavicencio Corral y Cañas, que sigue.
2. Lorenzo Fernández de Villavicencio Corral y Cañas, que seguirá.
3. José Juan Fernandez de Villavicencio y Corral, viii marqués de Castrillo.
4. Manuel Joaquín Fernández de Villavicencio y Corral, xiii marqués de Valdecerrato.
5. María Eulalia Fernández de Villavicencio y Corral, vii marquesa de la Mesa de Asta.
6. Francisca Fernández de Villavicencio y Corral, viii condesa de Belmonte de Tajo.

Por Real Carta del 9 de diciembre de 1859, sucedió su hijo

• Luis Fernández de Villavicencio Corral y Cañas (1848-1864), xi duque del Parque, ix y último príncipe de la Sala de Partinico. Murió soltero de edad de 18 años.

Por Real Carta del 29 de enero de 1867, le sucedió su hermano

• Lorenzo Fernández de Villavicencio Corral y Cañas (1841-1896), xii duque del Parque y iv de San Lorenzo de Valhermoso, vi marqués de Casa Villavicencio.

Casó con Josefa de Oronoz Clemente Beas y Pineda. 

Por Real Carta del 18 de abril de 1900, sucedió su hijo

• José Fernández de Villavicencio y Oronoz (1875-1937), xiii duque del Parque, v duque de San Lorenzo de Valhermoso, vii marqués de Casa Villavicencio.

Casó con Mercedes Fernández de Lloreda Ruiz-Cisneros Orias y Sánchez. 

Por acuerdo de la Diputación de la Grandeza de 1939, Decreto de convalidación del 11 de enero de 1952, y Carta del mismo año, sucedió su sobrino (hijo de su hermana María Josefa Fernández de Villavicencio y Oronoz y de su esposo Juan Malcampo y Mathews, vii marqués de San Rafael)

• José Malcampo y Fernández de Villavicencio (1892-1959), xiv duque del Parque, vi duque de San Lorenzo de Valhermoso, viii marqués de Casa Villavicencio, viii marqués de San Rafael, ii conde de Joló, iii vizconde de Mindanao.

Casó con Rosa San Miguel y Martinez de Campos, hija de José San Miguel Gándara, marqués de Cayo del Rey, y de Pilar Martínez de Campos Antón Olavide. 

Por cesión y Carta del 9 de diciembre de 1955, sucedió su hija

• María Cristina Malcampo y San Miguel (1935-2004),  vii duquesa de San Lorenzo de Valhermoso, xv duquesa del Parque, dos veces grande de España, ix marquesa de Casa Villavicencio y ix de San Rafael, iv condesa de Joló y iv vizcondesa de Mindanao. Nacida en Madrid el 5 de mayo de 1935.

Casó en Estoril en junio de 1974 con Beltrán Alfonso Osorio y Díez de Rivera, xviii duque de Alburquerque, xix marqués de Alcañices, ix de los Balbases, viii duque de Algete, cuatro veces grande de España, xiii marqués de Cadreita, 
xvii de Cuéllar, viii de Cullera, xiv de Montaos, xvi conde de Fuensaldaña, xvi de Grajal, xviii de Huelma, xviii de Ledesma, xii de Villaumbrosa, xv de Villanueva de Cañedo y xv de la Torre, caballero de las Órdenes del Toisón de Oro y Santiago, comendador mayor de León, maestrante de Sevilla, jefe de la Casa del Conde de Barcelona. Estaba viudo este señor desde 1969 de María Teresa Bertran de Lis y Pidal, de la que tenía prole en que siguen sus títulos. Nació el 15 de diciembre de 1918 en Madrid, donde finó el 8 de febrero de 1994. Hijo de Miguel Osorio y Martos, xvii duque de Alburquerque, etc., gentilhombre de cámara del rey Alfonso XIII, y de Inés Díez de Rivera y Figueroa, su mujer, de los condes de Almodóvar, dama de la reina Victoria Eugenia.

De su matrimonio con el duque de Alburquerque tuvo dos hijas, entre las que distribuyó sus títulos:
1. María Cristina Osorio y Malcampo, vii duquesa de San Lorenzo de Valhermoso, x marquesa de Casa Villavicencio y iv marquesa de Cayo del Rey.
2. Y María Rosa Osorio y Malcampo, que sigue.

### Actual titular
Por distribución, Orden publicada en el BOE del 5 de octubre de 2006, y Real Carta del 5 de diciembre del mismo año, sucedió su hija

• María Rosa Osorio y Malcampo, xvi y actual duquesa del Parque, x marquesa de San Rafael.

Casó en 2015 con Bruno González-Barros y Caruncho, caballero del Real Cuerpo de la Nobleza de Madrid y de la Orden Constantiniana de San Jorge.